# 魁!!クロマティ高校〜これはひょっとしてゲームなのか!?編〜
『魁!!クロマティ高校 〜これはひょっとしてゲームなのか!?編〜』は、2004年3月4日にハドソンから発売されたPlayStation 2用アドベンチャーソフト。2005年2月10日にはBest版が発売された。
『魁!!クロマティ高校』のPS2ソフト第2弾。当時のCMでは予約特典のおまけとも言われていた。

## ストーリー
200X年、ある朝の事。
「今日もまた平凡な一日の始まりだ…」
いつものように学校に向かう神山の前に、北斗がゲームソフトを持って現れた。それはなんと、彼らが通うワルの巣窟、都立クロマティ高校をゲーム化したものだった。そして神山は林田や前田と協力し、クロ校をゲーム化するならどんなゲームが良いのか?と話し合うのだった。

## システム
台詞が横に流れていくアドベンチャー感覚ゲームだがボケツッコミシステム（BTS）を採用し、他のキャラクターと会話の中でツッコミ（弱、中、強）を入れたり、ネタを振ったりできる。このシステムにより、会話の内容が変わり展開が変化し、話の本筋がゲームについてから全く変わったりすることがある。

## ミニゲーム
本編に登場するミニゲーム。ゲームライブラリで遊ぶことも可能。
熱血硬派前田くん
北斗グループが開発した格闘ゲーム。前田を操作し棒でフレディと闘うゲーム。多くのバージョンアップ版が登場する。
熱血硬派前田くん
上記の一作目とは別物。巨大な怪獣の踏み付けをよけ続けるゲーム。
熱血硬派前田くんX
熱血硬派前田くんのバージョンアップ版。前田の他に神山、林田、北斗、竹之内等の多数のキャラを操作してフレディと闘うゲーム。
熱血硬派前田くん 「死闘！バトルロイヤル編」
熱血硬派前田くんのバージョンアップ版。前田がフレディの他に神山や林田達に集団で襲われるゲーム。
真熱血硬派前田くん
熱血硬派前田くんのバージョンアップ版。オリジナルとシステムは何も代わらないが過激注意の警告が表示され、前田がやられたとき生々しい音がするようになっている。
デッドオアドライブ
竹之内豊を乗せたタクシーを運転し目的地（バース高校）まで運ぶゲーム。道路を走らずに芝生に入ると、竹之内の気力ゲージが下がり、乗り物酔いが酷くなってしまう。
地下迷宮ゲーム
迷宮のどこかに落ちている鍵を拾って出口から脱出するゲーム。
メカ沢できるかな?
壊れてしまったメカ沢新一を組み立てるゲーム。
知能指数ゲーム チクチクバクバク
パネルを入れ替えて進路を作り、メカ沢が道を踏み外さないようにするゲーム。
スロマティ高校
パチスロゲーム。手持ちの50枚を超えて払い戻されたコインの枚数がスコアになる。
まくら道
投げられたまくらを正しいコースとタイミングで打ち落とすゲーム。
パシれ!神山
パシリになった神山を操作して購買部から注文の品を買うゲーム。教室で全ての注文を暗記し（移動中に変わる事もある）、購買部で購入できればクリア。購買部の店員は前田母。
バントDE甲子園
バッターを方向キー操作し、ピッチャーの投げた球にバントで打って点数を稼ぐゲーム。

## 予約特典
『メカ沢七味唐辛子入れ』